# Kombajn podtorzowy AHM 800R
AHM 800R – maszyna torowa służąca do potokowej wymiany podtorza bez konieczności demontażu toru kolejowego. Maszyna AHM 800-R stanowi element wiodący pociągu do potokowej naprawy podtorza i może współpracować z przesiewarką podsypki (np. RM80), a także transporterami MFS (np. MFS100). Producentem maszyny jest austriacka firma Plasser & Theurer.

## Funkcje
Kombajn podtorzowy AHM 800-R w czasie jednego przejazdu realizuje następujące funkcje:
- wybranie istniejącej warstwy podsypki
- odtransportowanie materiału do transportera MFS
- wybranie istniejącej podbudowy
- zabudowa podbudowy (niesort, do 50 cm) wraz z układaniem geowłókniny
- zabudowa podsypki (tłuczeń, do 30 cm)

Materiał wydobyty w czasie pracy maszyny jest następnie sortowany, część może zostać odtransportowana "do przodu", na transporter MFS, lub do młyna, w którym materiał jest mielony i następnie w różnych proporcjach wbudowany do warstwy podbudowy toru. Po zakończeniu pracy maszyny konieczne jest podbicie toru w planie i profilu.

## Dane techniczne
- Maksymalna wydajność pracy: 60 m/h
- Maksymalna głębokość wybierania: 1390 mm
- Maksymalna wydajność wybierania podtorza: 300 m³/h
- Szerokość wybierania tłucznia: 4000–4600 mm
- Szerokość wybierania w warstwie podbudowy: 4030–6000 mm